# Cronenberg, Kusel
Cronenberg là một đô thị thuộc huyện Kusel, bang Rheinland-Pfalz, phía tây nước Đức. Đô thị Cronenberg, Kusel có diện tích 2,65 km², dân số thời điểm ngày 31 tháng 12 năm 2006 là 164 người.